# 외젠 샤를 카탈랑
외젠 샤를 카탈랑(프랑스어: Eugène Charles Catalan, 1814년 5월 30일 ~ 1894년 2월 14일)은 벨기에의 수학자이다. 수론에 기여하였다.

## 생애
당시 프랑스 제1제국의 일부였던 벨기에 브뤼허에서 1814년 태어났다. 아버지 조제프 카탈랑(Joseph Catalan)은 보석세공사였다. 1825년에 파리로 유학하여 에콜 폴리테크니크에 입학하고, 조제프 리우빌 밑에서 공부하였다. 1834년에 퇴학당하였고, 샬롱앙샹파뉴(당시 샬롱쉬르마른)에 전학하여 졸업하였다. 그 뒤 리우빌의 도움을 받아 다시 에콜 폴리테크니크로 돌아올 수 있었다. 1841년 역학에 대한 논문으로 파리 대학교에서 박사 학위를 수여받았다.
카탈랑은 1838년에 카탈랑 수를 발견하였고, 1844년에 미허일레스쿠 정리를 추측하였다. 이는 오랫동안 미해결 난제로 남아 있다가, 2002년에야 증명되었다.
수학 말고도, 젊은 카탈랑은 좌파 정계에 활발히 활동하였고, 1848년 프랑스 2월 혁명에 참여하여 프랑스 제2공화국의 설립에 기여하였다.
1865년에 리에주 대학교 해석학 교수직을 얻었다. 1894년 리에주에서 사망하였다.

## 참고 문헌
1. ↑  Catalan, Eugène Charles (1838). “Note sur un Problème de combinaisons” (PDF). 《Journal de Mathématiques Pures et Appliquées (1re série)》 (프랑스어) 3: 111-112.[깨진 링크(과거 내용 찾기)]